# Hydroxylherderit
Hydroxylherderit, veraltet u. a. auch als Hydro-Herderit oder Hydroxyl-Herderit bekannt, ist ein eher selten vorkommendes Mineral aus der Mineralklasse der „Phosphate, Arsenate und Vanadate“. Es kristallisiert im monoklinen Kristallsystem mit der chemischen Formel CaBe[(OH,F)|PO4], ist also chemisch gesehen ein Calcium-Beryllium-Phosphat mit zusätzlichen Hydroxidionen. Die in den runden Klammern angegebenen Verbindungen bzw. Elemente F und OH können sich dabei in der Formel jeweils gegenseitig vertreten (Substitution, Diadochie), stehen jedoch immer im selben Mengenverhältnis zu den anderen Bestandteilen des Minerals.
Hydroxylherderit findet sich vor allem in Form von kurzprismatischen, nach der c-Achse [001] oder der a-Achse [100] gestreckten Kristallen oder in nach {001} dicktafeligen Individuen, die bis zu 17 cm Größe erreichen können. Bekannt sind ferner nierige bis kugelige, auch radialfaserige Aggregate. Hydroxylherderit bildet eine lückenlose Mischkristallreihe mit seinem wesentlich selteneren fluordominanten Analogon Herderit, von dem er makroskopisch nicht zu unterscheiden ist.

## Etymologie und Geschichte

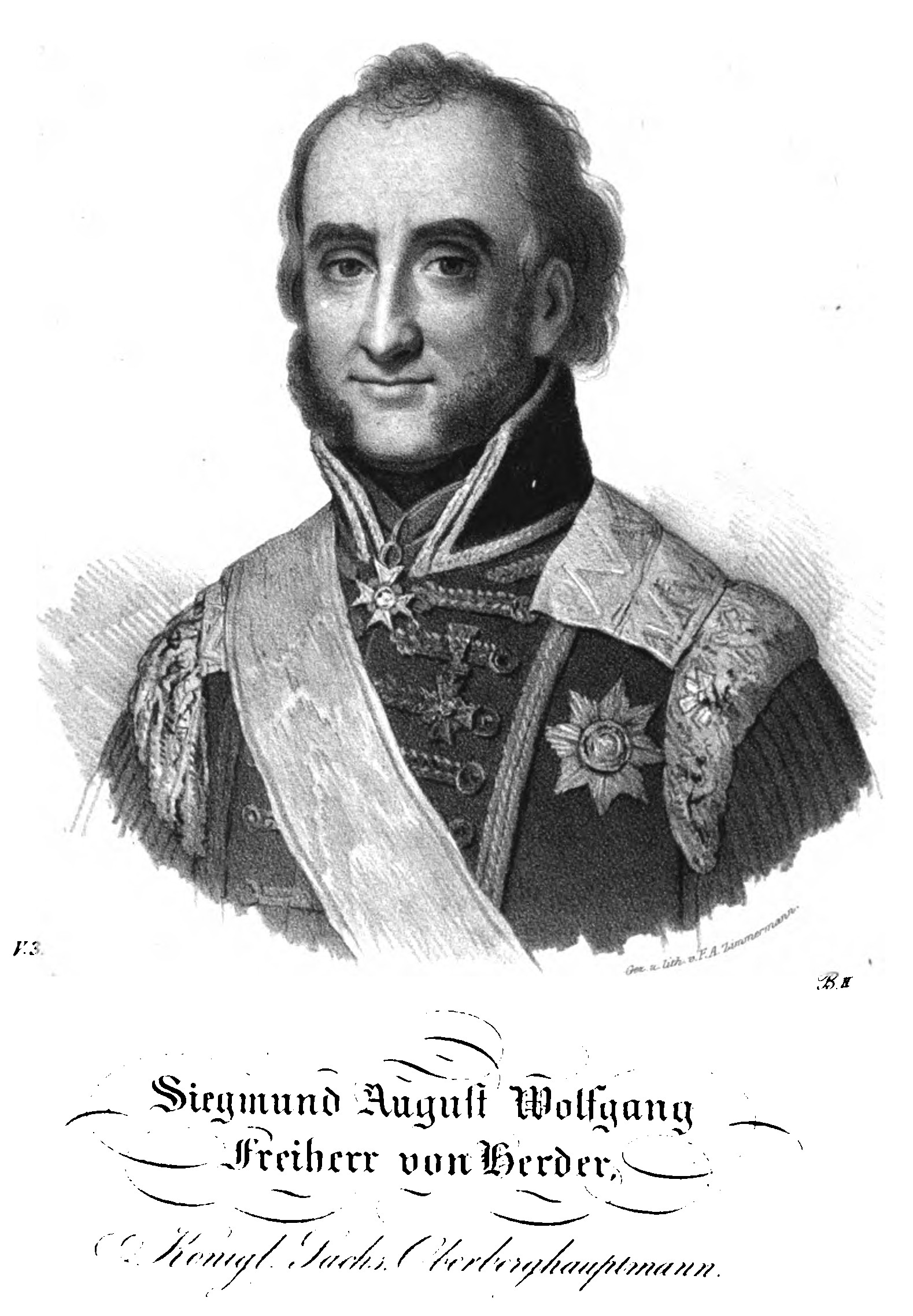
Sigismund August Wolfgang Freiherr von Herder – Namensgeber für Herderit und Hydroxylherderit

Als Erstbeschreiber des Hydroxylherderits gilt der US-amerikanische Mineraloge und Chemiker Samuel Lewis Penfield, der 1894 ihm zur Verfügung gestellte Kristalle eines unbekannten Minerals aus Paris in Maine/USA als fluorfreien Herderit erkannt hatte und aufgrund der Ähnlichkeit mit Herderit und der chemischen Zusammensetzung mit OH anstelle von F den Namen Hydro-Herderit (Hydroherderit) einführte. Über fünfzig Jahre später änderten Charles Palache, Harry Berman und Clifford Frondel diesen Namen in Hydroxyl-Herderit und definierten das Mineral als Endglied einer Mischkristallreihe mit Herderit und damit als eigene Spezies. Die Grundlage dieser Definition bleibt unklar, da eine Analyse, welche einen fluordominanten Herderit belegt hätte, bis zu diesem Zeitpunkt nicht existierte. Wiederum über fünfzig Jahre wurde das Mineral in Hydroxylherderit umbenannt. Hydroxylherderit galt lange „nur“ als Varietät von Herderit – und wurde auch 1987 noch so bezeichnet.
Typmaterial des Minerals ist nicht definiert. Anderen Angaben zufolge befindet sich das Typmaterial des Hydroxylherderites in der Yale University, New Haven, Connecticut, Vereinigte Staaten (Katalog-Nr. Brush 1971, 1972, 1974, 1975).

## Klassifikation
Bereits in der veralteten, aber teilweise noch gebräuchlichen 8. Auflage der Mineralsystematik nach Strunz gehörte der Hydroxylherderit zur Mineralklasse der „Phosphate, Arsenate und Vanadate“ und dort zur Abteilung der „Wasserfreien Phosphate, mit fremden Anionen F, Cl, O, OH“, wo er zusammen mit Babefphit, Bergslagit, Herderit und Väyrynenit die unbenannte Gruppe VII/B.01 bildete.
Die seit 2001 gültige und von der International Mineralogical Association (IMA) verwendete 9. Auflage der Strunz’schen Mineralsystematik ordnet den Hydroxylherderit ebenfalls in die Abteilung der „Phosphate usw. mit zusätzlichen Anionen; ohne H2O“ ein. Diese ist allerdings weiter unterteilt nach der relativen Größe der beteiligten Kationen und dem Stoffmengenverhältnis der zusätzlichen Anionen zum Phosphat-, Arsenat bzw. Vanadatkomplex (RO4), so dass das Mineral entsprechend seiner Zusammensetzung in der Unterabteilung „Mit kleinen und mittelgroßen Kationen“ zu finden ist, wo es nur noch zusammen mit Bergslagit und Herderit die „Herderitgruppe“ mit der System-Nr. 8.BA.10 bildet.
Auch die vorwiegend im englischen Sprachraum gebräuchliche Systematik der Minerale nach Dana ordnet den Hydroxylherderit in die Klasse der „Phosphate, Arsenate und Vanadate“ und dort in die Abteilung der „Wasserfreien Phosphate etc., mit Hydroxyl oder Halogen“. Hier ist er als Namensgeber der „Herderitgruppe“ mit der System-Nr. 41.05.04 und den weiteren Mitgliedern Bergslagit, Herderit und Väyrynenit innerhalb der Unterabteilung „Wasserfreie Phosphate etc., mit Hydroxyl oder Halogen mit (AB)2(XO4)Zq“ zu finden.

## Chemismus
Die Analyse des „Hydro-Herderits“ von Paris, Maine/USA, ergab Gehalte von 34,04 % CaO; 16,13 % BeO; 44,05 % P2O5; 5,85 % H2O und nur Spuren von Fluor, die zur Formel CaBePO4OH idealisiert wurden. Unter den von Peter B. Leavens, Pete J. Dunn und Richard V. Gaines untersuchten Hydroxylherderiten weist ein aus der Palermo #1 Mine bei North Groton in New Hampshire den geringsten Fluorgehalt und die mit 98 Mol-% höchsten Anteil an Hydroxylherderit auf. An diesem Kristall wurden Gehalte von 34,17 % CaO; 43,14 % P2O5 und 0,19 % Fluor gemessen.
Die Formel des reinen Hydroxyl-Endgliedes CaBePO4OH erfordert Gehalte von 34,82 % CaO; 15,53 % BeO, 44,06 % P2O5 und 5,59 % H2O.
Hydroxylherderit ist das hydroxyldominante Analogon des fluordominierten Herderits, mit dem er eine kontinuierliche Mischkristallreihe bildet. Ein Fluorgehalt von 5,86 Gew.-% charakterisiert den Mittelpunkt der Mischkristallreihe. Bei Kristallen mit Fluorgehalten < 5,86Gew.-% handelt es sich um Hydroxylherderite, ist der Wert größer als 5,86 Gew.-%, liegt Herderit vor.

## Kristallstruktur
Hydroxylherderit kristallisiert monoklin in der Raumgruppe P21/a (Raumgruppen-Nr. 14, Stellung 3) mit den Gitterparametern a = 9,79 Å; b = 7,66 Å; c = 4,80 Å und β = 90,0° sowie vier Formeleinheiten pro Elementarzelle.
Die Kristallstruktur des Hydroxylherderits besteht aus Schichten von eckenverknüpften BeO3(OH,F)- und PO4-Tetraedern, die in Richtung der c-Achse [001] durch Schichten aus kantenverknüpften CaO6(OH,F)2-Polyedern verbunden sind. Jede Tetraederschicht enthält alternierende PO4- und BeO3(OH,F)-Polyeder, die ein Gerüst aus zentrosymmetrischen Vierer- und Achterringen parallel (001) bilden. Die CaO6(OH,F)2-Polyeder können am besten als leicht verzerrte tetragonale Antiprismen beschrieben werden, die – über gemeinsame Kanten – eine Schicht aus Sechserringen bilden. Trotz seiner ausgeprägten Schichtstruktur weist Hydroxylherderit nur eine undeutliche Spaltbarkeit auf.
Hydroxylherderit ist isotyp zu Datolith (und Herderit), d. h., er kristallisiert mit der gleichen Struktur wie Datolith.

## Eigenschaften

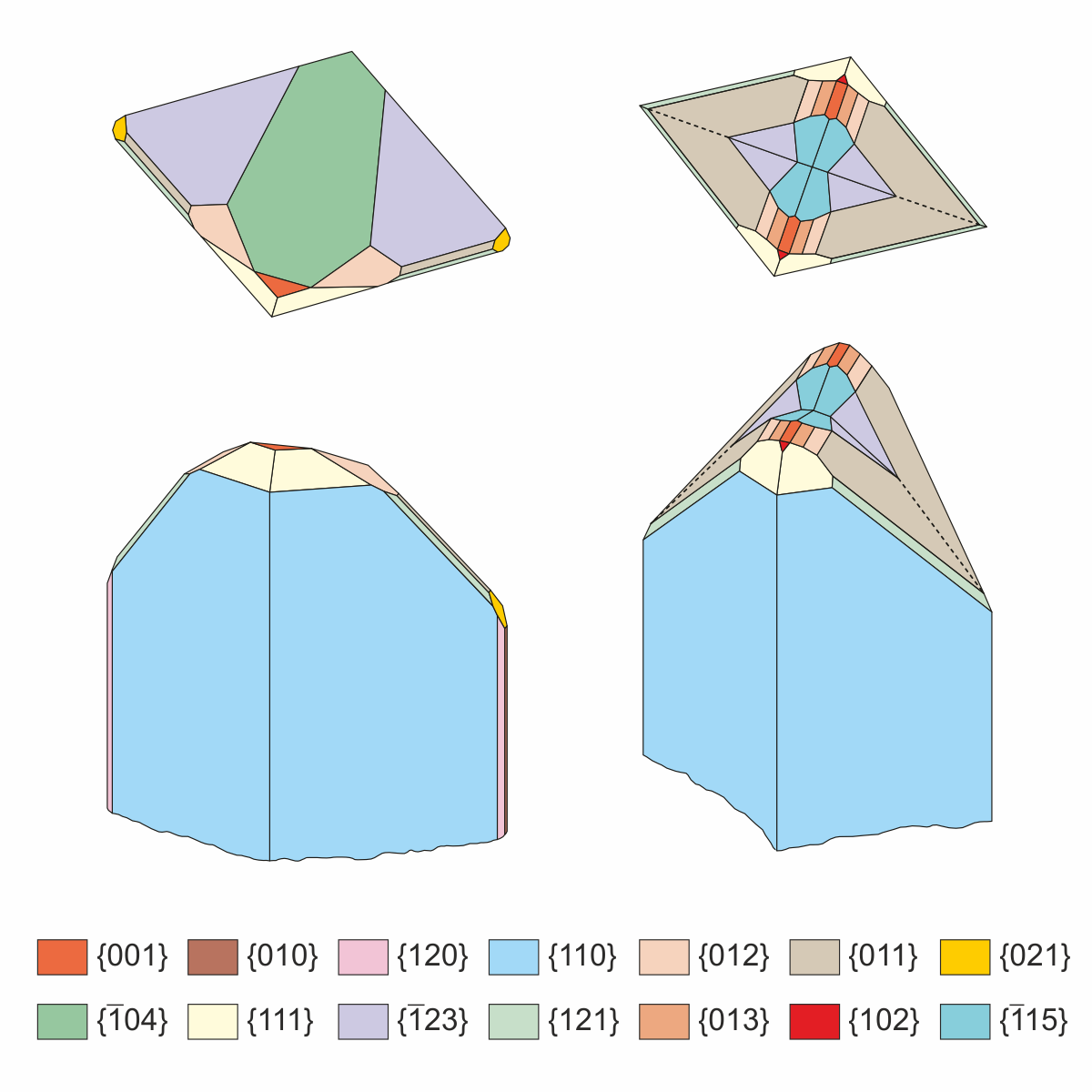
Flächenreiche Hydroxylherderit-Kristalle mit zugehörigen Kopfbildern. Links ein einfacher Kristall, rechts ein Zwillingskristall. Gleiche Farben bedeuten gleiche Flächenformen.

### Morphologie
Hydroxylherderit kann sehr große Kristalle bilden, die starke Unterschiede in Tracht und Habitus aufweisen. Sie sind kurzprismatisch nach der a-Achse oder der c-Achse oder dicktafelig nach {001} ausgebildet. Die Kristalle sind oft sehr komplex und flächenreich und besitzen dadurch ein verrundetes Aussehen. An ihnen dominieren die Pinakoide {100}, {010}, {001} und {102} sowie die Prismen {011}, {012}, {021}, {110}, {111}, {112}, {113}, {112}, {111} und {123}. Die Kristalle des Hydroxylherderits wirken aufgrund des von 90° nur unwesentlich abweichenden Winkels β sowie der fast immer vorhandenen Verzwillingung meist pseudo-orthorhombisch. Die Kristalle vom Erstfundort Paris und die von Topsham, beide Maine/USA, gehören zu den wenigen Vertretern der Hydroxylherderite, an denen man die Zugehörigkeit zum monoklinen Kristallsystem deutlich erkennen kann (vgl. die nebenstehenden Kristallzeichnungen). Die mit bis zu 17 cm größten Kristalle stammen aus der Lavra do Xanda, Virgem da Lapa, Minas Gerais, Brasilien.

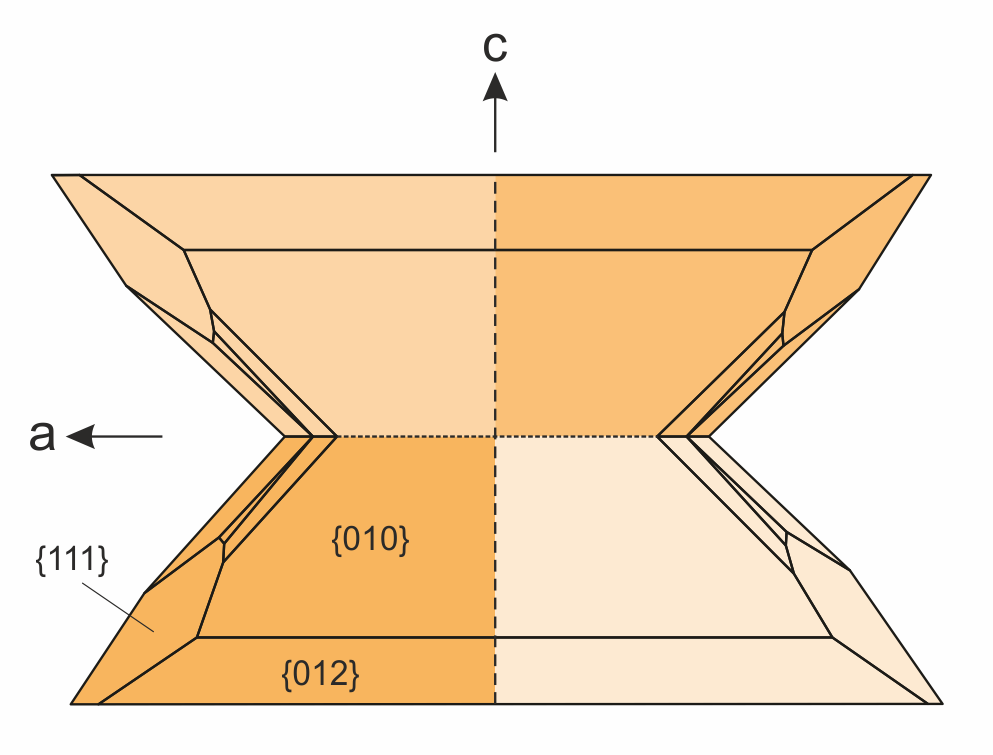
Zeichnung eines idealisierten Hydroxylherderit-Vierlings

Auf die Zwillingsbildung an Hydroxylherderitkristallen hat erstmals Samuel Lewis Penfield aufmerksam gemacht. Hydroxylherderit kann entweder Zwillinge nach {001} mit {001} als Zwillingsebene oder nach {100} mit {100} als Zwillingsebene bilden. Zwillingsbildung nach {001} ist v. a. am Kristallen aus dem „Golconda Pegmatit“ in Minas Gerais bekannt, Zwillingsbildung nach {100} – obwohl in vielen Fällen schwer zu identifizieren – zeigen praktisch alle größeren Kristalle. Daneben sind, insbesondere aus dem „Golconda Pegmatit“ und hier aus der „Lavra da Golconda Velha“, auch Vierlinge nach beiden Zwillingsgesetzen bekannt, die charakteristische „Fishtail“-Berührungszwillinge bilden (vgl. die nebenstehende Kristallzeichnung). Die Zwillingskristalle von Virgem da Lapa zeigen auf {112} und auf {010} eine durch die Zwillingsbildung verursachte, oft „gebogen“ wirkende Streifung. Gelegentlich werden auch Ätzfiguren beobachtet. Hydroxylherderit wurde in Form von scharfkantigen Kristallen als Einschluss in anderen Mineralen gefunden.
Bekannt sind ferner nierige bis kugelige, im Innern radialfaserige Aggregate, die Pseudomorphosen nach Beryllonit darstellen. Sphärische Aggregate aus dünntafeligen Hydroxylherderit-Kristallen stammen aus der Lavra do Jaime bei Linópolis in Minas Gerais, Brasilien.

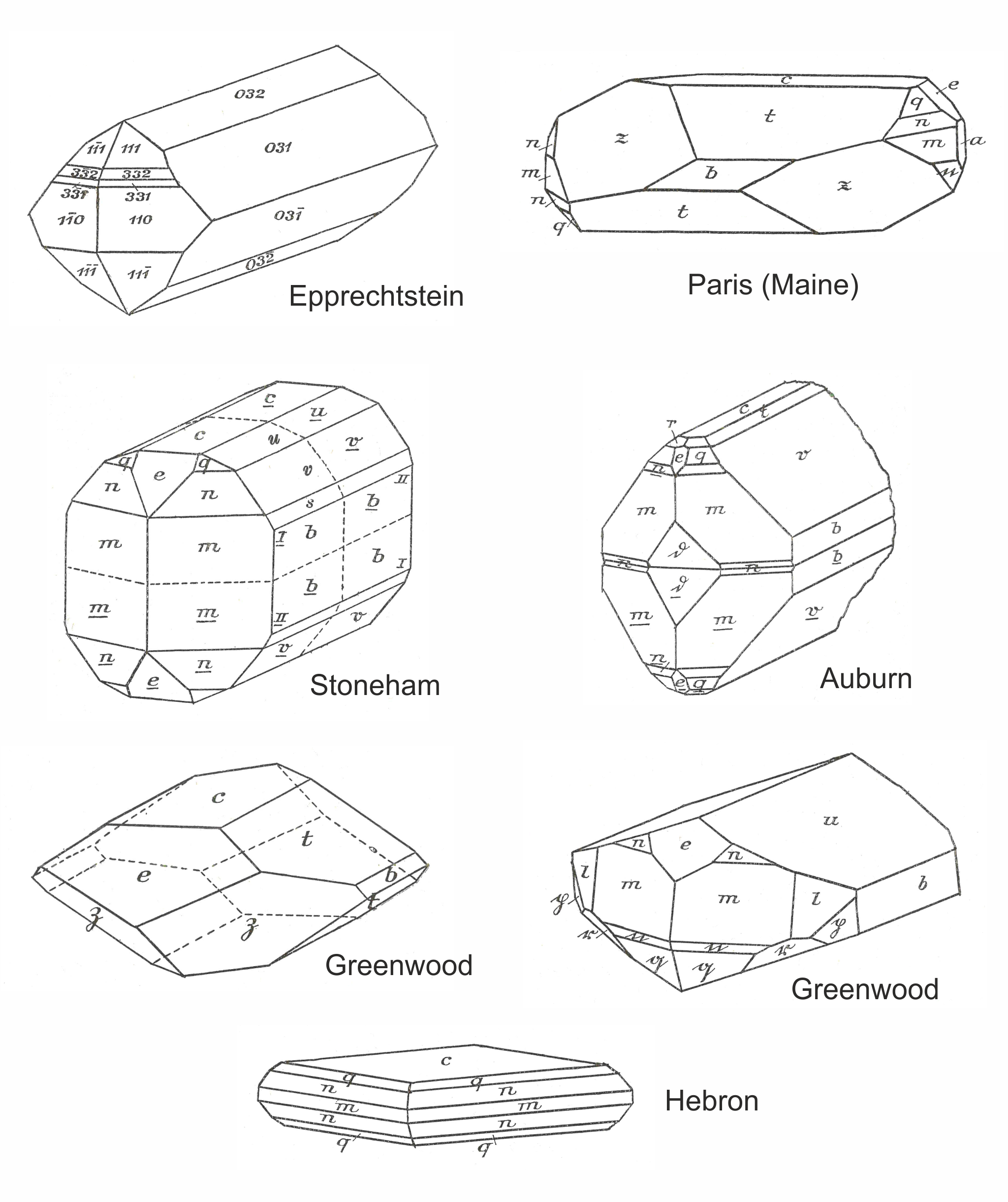
Hydroxylherderit-Kristalle von Fundpunkten im Fichtelgebirge und in Maine/USA

### Physikalische und chemische Eigenschaften
Hydroxylherderitkristalle sind farblos, grau, braun, blassgelb, grünlichweiß, hellblau oder violett, ihre Strichfarbe ist dagegen immer weiß.
Kristalle von Virgem da Lapa, Minas Gerais, weisen einen alexandritartigen Farbwechsel von blaugrün oder blau im Tageslicht zu lavendelfarben oder hellviolett im Glühlampenlicht auf.
Die Oberflächen der durchscheinenden bis durchsichtigen Kristalle zeigen einen glas- oder harzartigen Glanz. Hydroxylherderit besitzt eine mittelhohe Licht- und eine mittelhohe bis hohe Doppelbrechung (δ = 0,033). Die Höhe der Lichtbrechung korreliert linear mit dem Fluorgehalt der Herderit-Hydroxylherderit-Mischkristalle. Sie sinkt mit steigendem Fluorgehalt. Chatoyance (Katzenaugeneffekt) zeigen die bis zu 7 cm langen, beige bis hellbraun gefärbten Kristalle aus der „Lavra Olho de Gato“ bei Golconda unweit Governador Valadares, Minas Gerais, Brasilien.

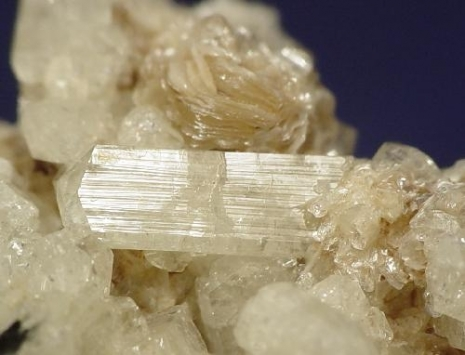
farblos, Erongoberge, Namibia
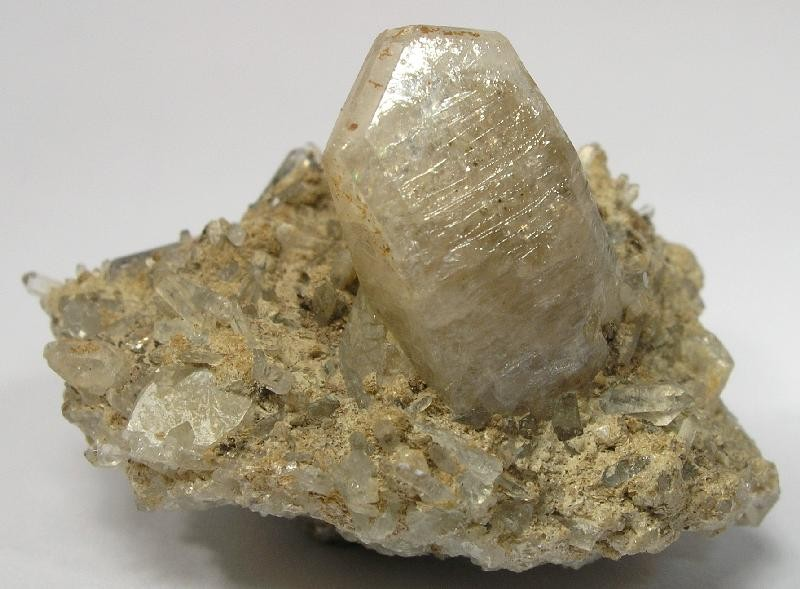
grau, Waisanen Quarry, Greenwood, Maine
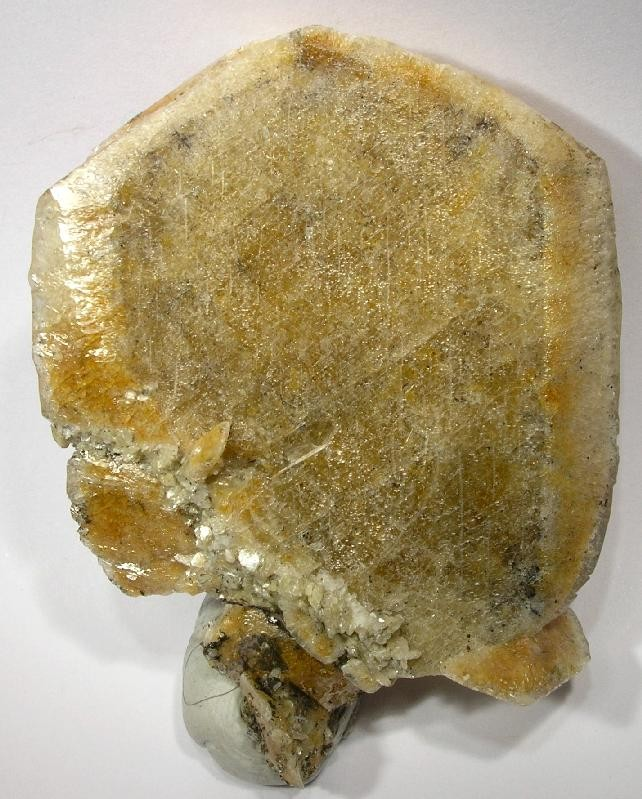
blassgelb, Jove Lauriano Claim, Minas Gerais
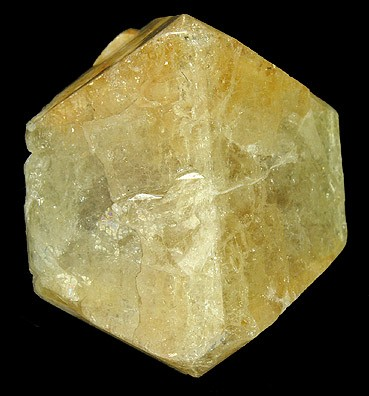
gelblich-grünlich, Araçuaí, Minas Gerais
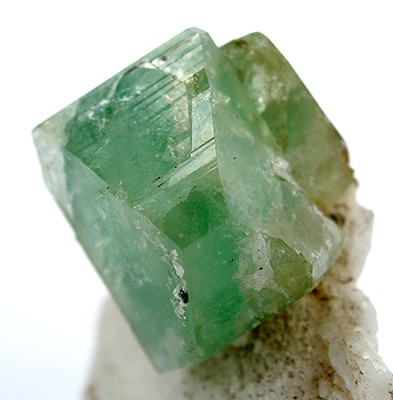
grün, Chhappu bei Skardu, Pakistan
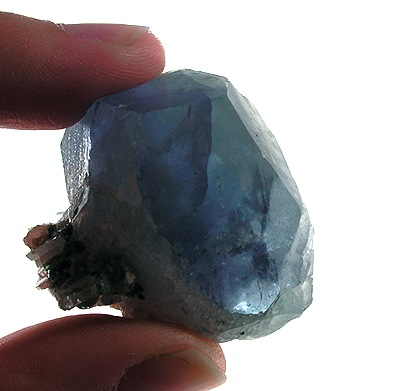
blau, Xanda Mine, Virgem da Lapa
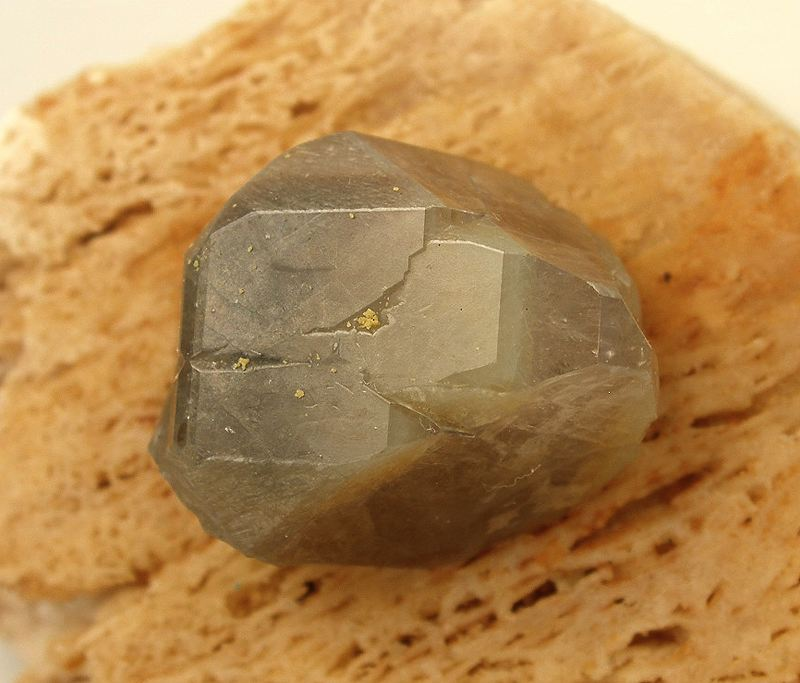
lavendelfarben, Virgem da Lapa, Brasilien
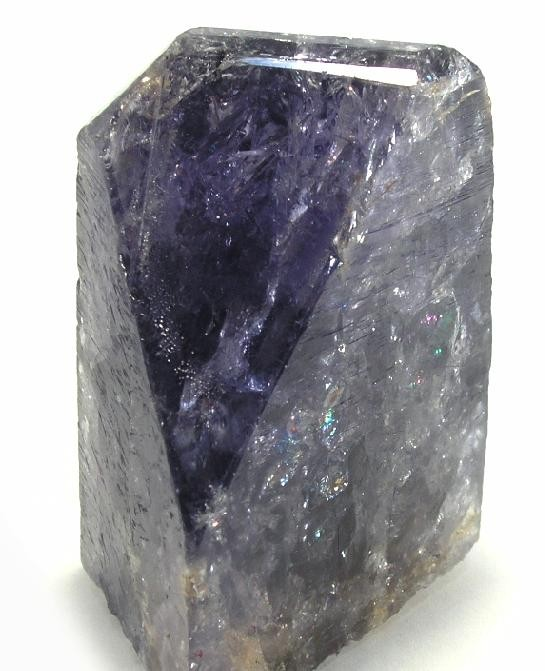
violett, Xanda Mine, Virgem da Lapa

Im durchfallenden Licht ist Hydroxylherderit farblos und ohne Pleochroismus, wobei grüne Herderit-Hydroxylherderit-Mischkristalle einen schwachen bis moderaten Pleochroismus von grün nach gelblichgrün zeigen.
Hydroxylherderit besitzt eine undeutliche Spaltbarkeit nach (110), bricht aufgrund seiner Sprödigkeit aber ähnlich wie Quarz oder Glas, wobei die Bruchflächen halbmuschelig ausgebildet sind. Das Mineral weist eine Mohshärte von 5 bis 5,5 auf und gehört damit zu den mittelharten Mineralen, die sich ähnlich gut wie das Referenzmineral Apatit mit einem Taschenmesser noch ritzen lassen. Die gemessene Dichte für Hydroxylherderit beträgt 2,95 g/cm³, die berechnete Dichte 2,94–2,97 g/cm³.
Vor dem Lötrohr bläht sich der Hydroxylherderit auf und schmilzt zu weißem Email. Er färbt die Flamme schwach grünlich. Im geschlossenen Röhrchen werden die Kristalle weiß, dekrepitieren heftig und geben schwach saures Wasser ab. In Salzsäure (HCl) ist er langsam, aber vollständig löslich. Hydroxylherderit zeigt eine schwache gelbe Fluoreszenz im kurzwelligen UV-Licht, die möglicherweise von einer hellen gelborangefarbenen Phosphoreszenz begleitet wird.

## Bildung und Fundorte

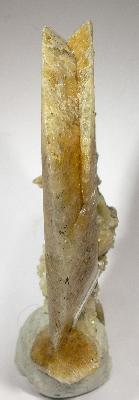
Hydroxylherderit-Zwilling mit deutlichem einspringendem Winkel aus Linópolis, Divino das Laranjeiras, Doce-Tal, Minas Gerais, Brasilien (Größe: 6 cm × 4,6 cm × 1,2 cm)

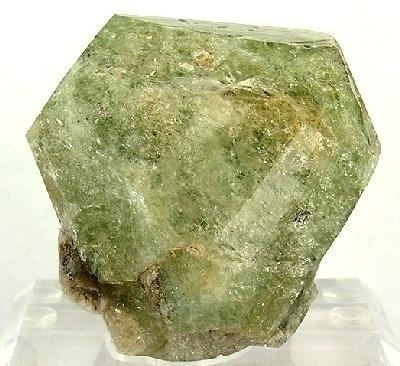
Grüner Hydroxylherderit-Kristall aus „Dara-i-Pech“ in Afghanistan (Größe: 7 cm × 6 cm × 4 cm)

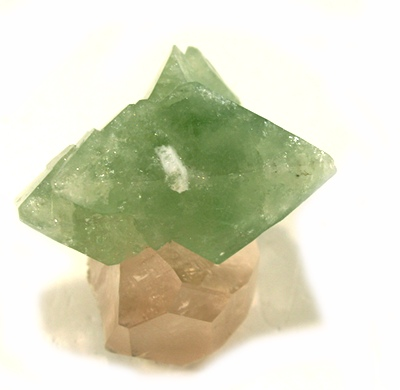
Grüner Hydroxylherderit auf Topas aus Dassu im Braldu-Tal, Pakistan (Größe: 3 cm × 2,9 cm × 2,2 cm)

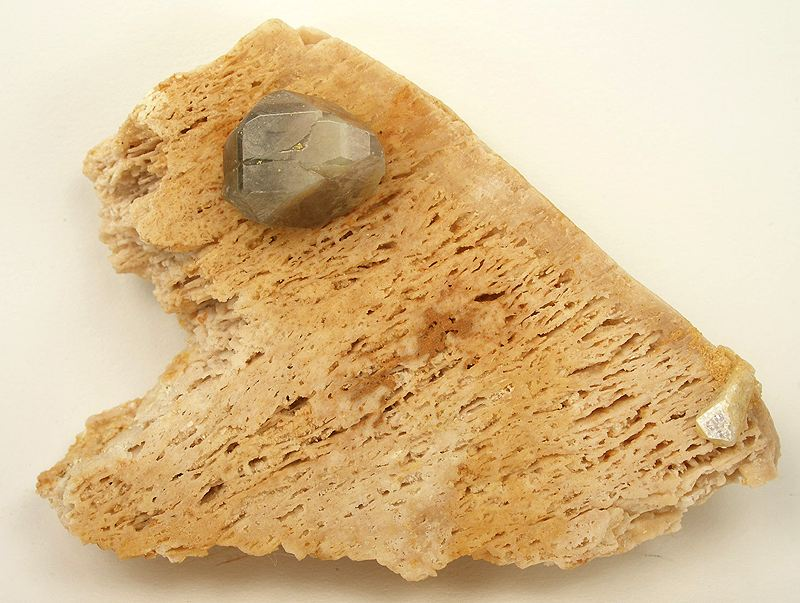
Lavendelfarbener Hydroxylherderit von 2 cm Größe auf Feldspatmatrix aus Virgem da Lapa, Jequitinhonha-Tal, Minas Gerais, Brasilien (Größe: 9,7 cm × 7,2 cm × 3,1 cm)

Hydroxylherderit ist ein spät gebildetes Mineral und entsteht während der pneumatolytischen und/oder der hydrothermalen Phase der Kristallisation saurer Plutonite. Es findet sich in komplexen Granitpegmatiten, in peripheren Greisen sowie in mit Graniten und Granitpegmatiten assoziierten miarolithischen Hohlräumen. Bei der Untersuchung von verschiedenen, aus stofflich und genetisch unterschiedlichen brasilianischen Pegmatiten stammenden Vertretern der Herderit-Hydroxylherderit-Mischkristallreihe stellte sich heraus, dass möglicherweise der Differentiationsgrad des Pegmatitmagmas die Ursache dafür ist, ob Herderit oder Hydroxylherderit gebildet wird. Proben aus Pegmatiten, die reich an Montebrasit und Lepidolith sind, weisen geringe Fluorgehalte auf und stellen folglich Hydroxylherderite dar. Proben aus triphylinreichen Pegmatiten zeigen mittlere Fluorgehalte und bilden intermediäre Vertreter der Herderit-Hydroxylherderit-Mischkristallreihe. Proben aus muskovit- und topasreichen Pegmatiten besitzen hohe Fluorgehalte und müssen als Herderit angesprochen werden. Diese Beziehung kann durch den Differentiationsgrad des Pegmatitmagmas erklärt werden, wonach lithiumreiche Pegmatite geringere Fluorgehalte und Vorherrschen von Hydroxylherderit im Hydrothermalsystem zeigen, während muskovit- und topasreiche Pegmatite höhere Fluorgehalte und eine Dominanz des fluorreichen Herderits im Hydrothermalsystem aufweisen.
Anderen Autoren zufolge entsteht Hydroxylherderit sekundär bei vergleichsweise geringen Temperaturen von ≈ 250 °C bei der postmagmatischen Alteration in Seltenmetallgraniten. So kann sich Hydroxylherderit durch Alteration von Beryll oder Beryllonit während der in einem späten Stadium erfolgenden calciumreichen hydrothermalen Kristallisation (Ca-Metasomatose) bilden. In diesem Fall ist die Bildung des Hydroxylherderits – wie bei anderen Beryllophosphaten wie z. B. Parafransoletit, Ca3Be2(PO4)2(PO3OH)2·4H2O – auf die Einwirkung phosphorhaltiger Lösungen auf Beryll bzw. Beryllonit zurückzuführen.
Typische Begleitminerale des Hydroxylherderits sind Turmalin (Elbait), Topas, Kassiterit, Albit, Mikroklin, Muskovit, Lepidolith und Quarz.
Als eher seltene Mineralbildung konnte Hydroxylherderit bisher (Stand 2016) von ca. 120 Fundpunkten beschrieben werden. Eine Typlokalität ist für das Mineral nicht definiert, jedoch ist ein fluorfreier „Hydro-Herderit“ erstmals im Jahre 1894 aus Paris, Maine, Vereinigte Staaten, beschrieben worden.
Von Fundstellen in Deutschland haben sich die vom Epprechtstein und Waldstein, beide im Fichtelgebirge, Oberfranken, Bayern, bekannten „Herderite“ als intermediäre Hydroxylherderit-Herderit-Mischkristalle mit leichter Dominanz von OH gegenüber F erwiesen. Inwiefern dies für das Material aus allen Steinbrüchen dieses Gebietes (wie z. B. Steinbruch „Reinersreuth“ („Köhlerloch“), Steinbruch „Zufurt“, „Grasymabruch“ oder Steinbruch „Schoberth“) gilt, bedarf noch einer analytischen Überprüfung. Die einzige mit modernen Methoden an „Herderit“ von der Typlokalität Ehrenfriedersdorf im sächsischen Erzgebirge durchgeführte Analyse hat mit CaBe[((OH)0,52F0,48)|PO4] ebenfalls ein OH-dominantes Mineral und damit einen Hydroxylherderit ergeben.
Die Steinbrüche am Hang des Luftenbergs bei St. Georgen an der Gusen unweit Perg, Mühlviertel, Oberösterreich, Österreich, haben bis zu 4,8 cm große Hydroxylherderit-Kristalle geliefert. Ein weiterer österreichischer Fundort für Hydroxylherderit ist das Lithiumvorkommen am Brandrücken (Spodumen-Versuchsabbau) auf der Lagerstätte Weinebene, Moschkogel-Weinebene-Gebiet auf der Koralpe, Kärnten. Vorkommen von Hydroxylherderit in der Schweiz sind nicht bekannt.
In Europa ist Hydroxylherderit ferner aus dem „Viitaniemi-Pegmatit“ (Typlokalität für Väyrynenit und Viitaniemiit) im Gebiet von Eräjärvi bei Orivesi, Finnland; aus dem Svetlinskii-Pegmatit bei „Svetlyi“ unweit Plast, Oblast Tscheljabinsk, Südlicher Ural, Föderationskreis Ural, Russland; aus der „Miniera Seula“ (Cava Montecatini) am Monte Camoscio bei Oltrefiume unweit Baveno, Provinz Verbano-Cusio-Ossola, Piemont, Italien; aus der „Carrière de Beauvoir“, Échassières bei Ébreuil, Département Allier, Auvergne, Frankreich, aus den „Rožná-Pegmatiten“ bei Žďár nad Sázavou, Region Vysočina, Mähren, Tschechien; und aus den Steinbrüchen „Pedreira do Carvalhal“ und „Pedreira das Romãs“, beide bei Romãs unweit Sátão, Distrito de Viseu, Portugal, bekannt geworden.
In Asien kennt man das Mineral aus der Tantallagerstätte „Ungursai“ am Irtysch, Qalbagebirge, Ostkasachstan, Kasachstan. In Afghanistan aus dem „Dara-i-Pech-Pegmatitfeld“, Distrikt Chapa Dara, Provinz Kunar, und „Paprok“, Distrikt Kamdesh, Provinz Nuristan. Im pakistanischen Sonderterritorium Gilgit-Baltistan (ehemalige Northern Areas) aus „Bulochi“ im Astor-Tal und aus dem Drot-Tal, beide im Astore-Distrikt. Im Distrikt Skardu von „Apo Ali Gun“, „Byansahpi“, „Chhappu“, „Dassu“, „Seydar“ bei „Hoh Nala“ und „Nyet-Bruk“, alle im Braldu-Tal; von „Stak Nala“, „Shengus“ und „Sabsar“, alle in den Haramosh-Bergen; und von „Mungo“ im Shigar-Tal. Im Distrikt Gilgit von „Dache“ in den Haramosh-Bergen, aus „Chumar Bakhoor“ bei Nagar im Hunza-Tal, und aus „Sassi“, alle in Pakistan.
Die aus Pakistan bekannten Vertreter der Herderit-Hydroxylherderit-Mischkristallreihe sind oft noch nicht näher untersucht, so dass ihre genaue Zuordnung zu den Endgliedern der Mischkristallreihe unbekannt ist. Bei grünen Kristallen aus der ca. 35 km nördlich von Skardu liegenden „Kandahar Mine“ bei Baha im Braldu-Tal, Gilgit-Baltistan handelt es sich ihren Brechungsindizes zufolge um intermediäre Vertreter der Herderit-Hydroxylherderit-Mischkristallreihe. Gleiches gilt für die grünen Kristalle von nahe Chhappu im Braldu-Tal und aus dem Edelsteinabbau bei Doko im Basha-Tal.

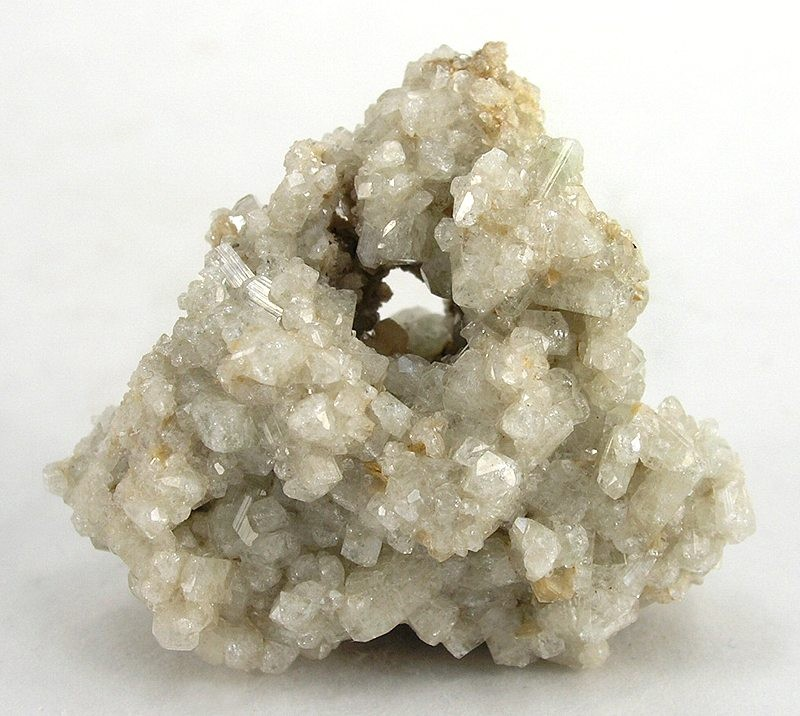
Zahllose farblose bis weiße Hydroxylherderitkristalle aus den Erongobergen in Namibia (Größe: 4,5 cm × 3,9 cm × 2,5 cm)

In Afrika ist Hydroxylherderit aus Miarolen in den Erongobergen nördlich von Usakos, Region Erongo, Namibia, bekannt. Das Mineral wurde hier erstmals um 2003 in grünen, verzwillingten und charakteristisch gestreiften Kristallen bis zu 3 cm Länge gefunden. Im 2006/2007 entdeckten „Mica Pocket“ in bis 4 cm großen beigefarbenen Kristallen auf Beryll und/oder Turmalin oder in farblosen bis mattweißen Kristallen auf Fluorit und/oder Muskovit. Aus dem von der „Naipa Mine“, Alto Ligonha, bearbeiteten Granitpegmatit in der Provinz Zambezia, Mosambik, ist das Mineral ebenfalls beschrieben worden.
In Südamerika v. a. aus dem brasilianischen Bundesstaat Minas Gerais. Hier aus der „Sapo Mine“ bei Ferruginha, Conselheiro Pena, dem „Boa-Vista-Pegmatit“ im Conselheiro Pena Pegmatite District; der „Córrego Frio Mine“, dem „Jaime Pacheco Claim“ (Lavra do Jaime), dem „Jove Lauriano Claim“ und der „Pamaró Mine“, alle bei Linópolis, Divino das Laranjeiras; dem „Ênio Claim“ bei Laranjeiras und der „Sapucaia Mine“ bei Sapucaia do Norte, beide bei Galiléia; dem Golconda-Pegmatit im gleichnamigen Distrikt bei Governador Valadares; aus der „Santa Rosa Mine“ und von „São Geraldo do Baixio“, beide bei Itambacuri; alle im Doce-Tal. Vom „Poço d’Antas Claim“, Piauí-Tal, Taquaral, Itinga; von der „Manoel Fonseca Farm“ und der „Morro Redondo Mine“, beide bei Coronel Murta, und aus der „Lavra do Xanda“ bei Virgem da Lapa, alle im Jequitinhonha-Tal. Ebenfalls im Flusstal des Jequitinhonha befindet sich der nach der gleichnamigen Stadt benannte Pegmatitdistrikt von Araçuaí, der in den 1970er Jahren gelblichgrüne, modellförmig ausgebildete Kristalle geliefert hat. Im Bundesstaat Paraíba aus dem „Alto-Benedito-Pegmatit“ sowie dem „Alto-do-Chagas-Claim“ bei Quixaba, beide bei Frei Martinho in der Mineralprovinz Borborema, sowie aus einer Lokalität wenige Kilometer östlich von Campina Grande.

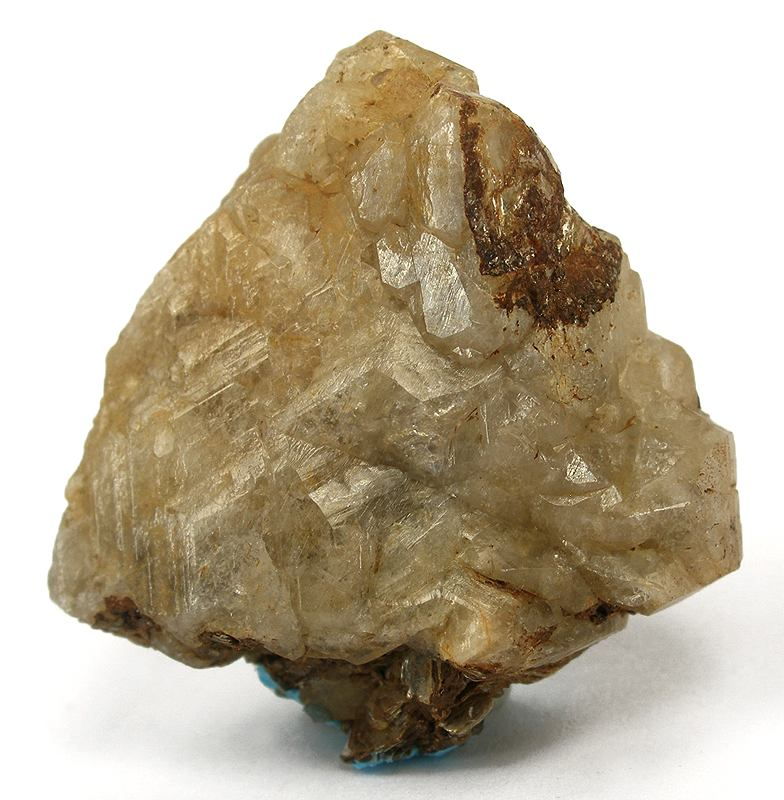
Hydroxylherderit-Kristallaggregat aus dem Fletcher Quarry bei Groton, Grafton County, New Hampshire, USA (Größe: 3,6 cm × 3,4 cm × 2,1 cm)

In den Vereinigten Staaten ist Hydroxylherderit im Bundesstaat Maine aus den Lokalitäten „Greenlaw Quarry“, „Maine Feldspar Quarry“, „Keith Quarry“ und „Pulsifer Quarry & Dionne Extension“ bei Auburne und dem Berry-Havey Quarry bei Poland, alle im Androscoggin County; sowie aus dem „Songo Pond Quarry“ und dem „Bumpus Quarry“ bei Albany; der „Bennett Mine“ bei Buckfield; dem „Noyes Mountain Quarry“, „Tamminen-Waisanen Quarry“ und „Tiger Bill Quarries“ bei Greenwood; den „Mount Rubellite Quarries“ bei Hebron; aus den Steinbrüchen „Bell Quarry“, „Crooker Gem Pegmatite Quarries“, „Dunton Gem Quarry“, „Nevel Quarry“, „Rose Quartz Crystal Locality“, alle bei Newry; den „Ryerson Hill Quarries“ bei Paris; dem Lord Hill Quarry bei Stoneham; sowie den Steinbrüchen „Consolidated #1 Quarry“, „Consolidated #2 Quarry“ und „Fisher Quarry“ bei Topsham, alle im Oxford County, bekannt. Von Paris war 1894 erstmals ein fluorfreier Hydroxylherderit beschrieben worden. Ferner aus der „Keyes Mica Quarries“ bei Orange; der „Palemo #1 Mine“ und der „Fletcher Mine“, beide bei North Groton, alle in New Hampshire; der „Foote Mine“, Kings Mountain, Cleveland Co., und der „Lithium Corporation of America Mine“ bei Bessemer City im Gaston County, beide North Carolina; der „Tip Top Mine“ bei Fourmile, Custer Co., South Dakota; aus dem „Rutherford No. 3 Pegmatite“ bei Amelia Courthouse, Amelia County, Virginia; der „Blue Chihuahua Mine“ und der „Marion Godshaw Memorial Quarry“ im Riverside County; der „Pack Rat Mine“ am Tule Mountain, der „Carmelita Mine“ im Chihuahua Valley, sowie aus der „Cryo-Genie Mine“ bei Warner Springs alle im San Diego County, alle in Kalifornien.
Hydroxylherderit ist ferner in Argentinien, China, Japan, Kanada, Spanien sowie Schweden gefunden worden.

## Verwendung
Aufgrund seiner gemmologischen Charakteristika (Farbe, Transparenz, Brechungsindizes, Härte und Größe der Kristalle) wird Hydroxylherderit gern verschliffen, obwohl er mit einer Mohshärte von maximal 5,5 für einen Edelstein eigentlich zu weich ist. Facettierte Steine aus Maine/USA sind gewöhnlich klein und farblos oder zeigen nur blasse Farbtöne. Brasilianische Steine weisen intensivere Farben auf und können 25–30 ct wiegen. Ein ursprünglich als Herderit klassifizierter geschliffener Stein von 161,09 ct weist Abmessungen von 57,9 mm × 27,4 mm × 17,1 mm auf und soll von Ouro Verde, Minas Gerais, Brasilien, stammen. Er befindet sich heute unter der Katalog-Nummer NMNH G10542-00 in der Sammlung des zur Smithsonian Institution gehörenden National Museum of Natural History, Washington, D.C. Darüber hinaus ist Hydroxylherderit ein bei Mineralsammlern begehrtes Mineral.